# 刘安澜
刘安澜，清朝人，是一名清朝政治人物。
刘安澜曾于1853年接替王嘉谷任奉贤县知县一职，1853年由王晓荣接任。